# Clandestine Blaze
Clandestine Blaze є black metal проєктом однієї людини, який був створений Мікко Аспою у Лагті, Фінлядія у 1998 році. Аспа посилається на Darkthrone, Burzum, Beherit та Bathory як на головних надихальників до його музики. Аспа також уключений у багато інших проєктів, таких як Stabat Mater, Creamface, Fleshpress, AM, Grunt, Clinic of Torture, Alchemy of the 20th Century and Nicole 12.
Аспа є також власником лейблу Northern Heritage. Цей лейбл видав альбоми таких гуртів як Baptism, Behexen, Deathspell Omega, Drudkh, Hate Forest, Ildjarn, Satanic Warmaster та інших. Поверх того, Аспа є власником CF Productions (на якому видаються часописи Erotic Perversion та Public Obscenities відео) та лейблу Freak Animal Records (який спеціалізується на power electronics / noise).

## Склад
- Мікко Аспа (спів, усі інструменти)

## Дискографія

### Демонстраційні записи
- Promo '98 (1998)
- There Comes the Day… (Northern Heritage, 2001)
- Below the Surface of Cold Earth (Northern Heritage, 2002)
- Blood and Cum (Northern Heritage, 2002)
- Goat — Creative Alienation (Northern Heritage, 2002)

### Альбоми
- Fire Burns in Our Hearts (Blackmetal.com / Northern Heritage, 1999)
- Night of the Unholy Flames (Northern Heritage / End All Life, 2000)
- Fist of the Northern Destroyer (Northern Heritage / End All Life, 2002)
- Deliverers of Faith (Northern Heritage, 2004)
- Church of Atrocity (Northern Heritage, 2006)
- Falling Monuments (Northern Heritage, 2010)
- Harmony of Struggle (Northern Heritage, 2013)
- New Golgotha Rising (Northern Heritage, 2015)
- City of Slaughter (Northern Heritage, 2017)

### Сумісні альбоми та ЕПі
- On the Mission EP (Northern Neritage, 1999)
- Split with Deathspell Omega (Northern Heritage, 2001)
- Split with Satanic Warmaster (Northern Heritage, 2004)
- Crushing the Holy Trinity (Son) split with Musta Surma (Northern Heritage, 2005)

### Збірки
- Archive Volume 1 (Northern Heritage, 2008)
- Archive Volume 2 (Northern Heritage, 2008)
- Archive Volume 3 (Northern Heritage, 2008)

## Референції
1. ↑  Interview with Chronicles of Chaos. Архів оригіналу за 4 травня 2019. Процитовано 13 липня 2017.
2. ↑  Clandestine Blaze biography @ MusicMight [Архівовано 3 березень 2016 у Wayback Machine.]
3. ↑  Northern Heritage. Discogs. Архів оригіналу за 30 вересня 2013. Процитовано 19 грудня 2006.

## Зовнішні ланки
- Interview [Архівовано 3 березня 2016 у Wayback Machine.] at Diabolical Conquest Webzine
- Interview at Worm Gear
- Interview [Архівовано 3 березня 2016 у Wayback Machine.] at The Vexation Sleep
- Interview [Архівовано 4 травня 2019 у Wayback Machine.] at Chronicles of Chaos